# 오부더베카스메제르
부다페스트 3구(헝가리어: Budapest III. kerülete), 오부더베카스메제르(헝가리어: Óbuda-Békásmegyer)는 헝가리 부다페스트를 구성하는 23개의 구 중 하나다.